# Jackie Chan-filmográfia
Jackie Chan kínai színész filmjeinek listája.

## Filmek

### 2020-as évek
| Év   | Magyar cím Angol - Egyszerűsített kínai cím (kiejtés)                           | Szerep                  | Magyar hang      | Rendező                   | Megjegyzés | Produkciós cég                 |
| ---- | ------------------------------------------------------------------------------- | ----------------------- | ---------------- | ------------------------- | ---------- | ------------------------------ |
| 2025 | Karate kölyök – Legendák Karate Kid: Legends                                    | Mr. Han                 | Kassai Károly    | Jonathan Entwistle        |            |                                |
| 2024 | Panda Plan - 熊猫計劃                                                           | Jackie                  |                  | Luan Zhang                |            |                                |
| 2024 | A Legend - 传说                                                                 | Chen professzor         |                  | Stanley Tong              |            |                                |
| 2023 | Jackie, az utolsó kaszkadőr Ride On - 龙马精神                                  | Lao Luo                 | Kassai Károly    | Larry Yang                |            | China Film                     |
| 2023 | A kimenekítési projekt Hidden Strike - 狂怒沙暴                                 | Dragon Luo Feng         |                  | Scott Waugh               |            | Changchun Film Studio          |
| 2023 | Tini Nindzsa Teknőcök: Mutáns káosz Teenage Mutant Ninja Turtles: Mutant Mayhem | Szecska mester (hangja) | Kassai Károly    | Jeff Rowe                 |            |                                |
| 2021 | A kívánságsárkány Wish Dragon                                                   | Long (hangja)           | mandarin nyelven | Chris Appelhans           |            |                                |
| 2021 | All U Need Is Love - 總是有愛在隔離                                             | felügyelő (cameo)       |                  | Vincent Kok               |            | China Star Entertainment Group |
| 2021 | Good Night Beijing - 曾经相爱的我们                                             | Chen Shu (cameo)        |                  | Jaycee Chan Zhang Xiaolei |            | Beijing United Power Films     |
| 2020 | Vanguard Vanguard - 急先锋                                                      | Tang Huating            | Kassai Károly    | Stanley Tong              |            | China Film International       |

### 2010-es évek
| Év   | Magyar cím Angol - Egyszerűsített kínai cím (kiejtés)                                                          | Szerep                      | Magyar hangja  | Rendező                                 | Megjegyzés | Produkciós cég                                                                 |
| ---- | --- | --------------------------- | -------------- | --------------------------------------- | --- | ------------------------------------------------------------------------------ |
| 2019 | The Climbers 攀登者 (Pantengcsö)                                                                               | idős Jang Kuang             |                | Daniel Lee                              | |                                                                                |
| 2019 | The Knight of Shadows: Between Yin and Yang 神探蒲松龄之兰若仙踪 (Sentan Pu Szung-ling cse lanzsö hszien cung) | Pu Songling                 |                | Yan Jia                                 | | Talent International, Sparkle Roll Media                                       |
| 2019 | A sárkánypecsét rejtélye Viy 2: Journey to China                                                               | mester                      | Kassai Károly  | Oleg Stepchenko                         | | China Film Group Corporation, CTB Film Company                                 |
| 2017 | Az idegen The Foreigner - 外国人                                                                               | Ngoc Minh Quan              | Kassai Károly  | Martin Campbell                         | | SR Media                                                                       |
| 2017 | A mogyoró-meló 2. The Nut Job 2: Nutty by Nature - 坚果工作2                                                   | Mr. Feng                    | Kassai Károly  | Cal Brunker                             | | ToonBox Entertainment                                                          |
| 2017 | A Lego Ninjago film The Lego Ninjago Movie - 乐高忍者电影                                                      | Wu mester (Szinkronhang)    | Harsányi Gábor | Charlie Bean                            | | LEGO System A/S, Animal Logic                                                  |
| 2017 | Vérző acél Bleeding Steel - 機器之血                                                                           | Lin Dong                    | Háda János     |                                         | Ausztráliában (Sydney) forgatva                                                                                              | Sparkle Roll Media, Heyi Pictures                                              |
| 2017 | Namiya - 解憂雜貨店                                                                                            |                             | -              |                                         | |                                                                                |
| 2017 | Kung Fu jóga Kung Fu Yoga - 功夫瑜伽                                                                           | Jack                        | Kassai Károly  | Stanley Tong                            | Indiában, Kínában, Izlandon, és az Egyesült Arab Emírségekben forgatva, vezető producer                                      | Taihe Entertainment, Sparkle Roll Media, Shinework Pictures                    |
| 2016 | A vonatrablás Railroad Tigers - 铁道飞虎                                                                       | Ma Yuan                     | Kassai Károly  | Ting Seng (Ding Sheng)                  | Kínában forgatva | Beijing Going Zoom Media, Shanghai Film Group                                  |
| 2016 | The Master: A Lego Ninjago Short - 主人：乐高忍者短                                                            | Sensei Wu (Szinkronhang)    | -              | Jon Saunders                            | rövidfilm | Warner Animation Group, LEGO System A/S                                        |
| 2016 | Skiptrace – A zűrös páros Skiptrace - 绝地逃亡 (Cűt téj thou móng (Zyut6 Dei6 Tou4 Mong4)                      | Bennie Chan                 | Kassai Károly  | Renny Harlin                            | Mongóliában, Hongkongban és Kínában forgatva, producer                                                                       | Dasym Enetertainment, Cider Mill Pictures, InterTitle Films                    |
| 2016 | Kung Fu Panda 3. Kung Fu Panda 3 - 功夫熊猫3                                                                   | Majom (Szinkronhang)        | Kassai Károly  | Alessandro Carloni, Jennifer Yuh Nelson | | DreamWorks Animation, China Film Company                                       |
| 2015 | A sas és a sárkány Dragon Blade - 天将雄师 (Thin ceóng hung szí)                                               | Huo An                      | Kassai Károly  | Daniel Lee                              | | Huayi Brothers Media, Shanghai Film Group, Sparkle Roll Media                  |
| 2015 | Monkey King: Hero is Back - 西游记之大圣归来                                                                   | Majom király (Szinkronhang) | -              | Tian Xiao Peng                          | csak az angol verzióban | October Animation Studio                                                       |
| 2015 | Who Am I 2015 - 我是谁2015                                                                                     | -                           | -              | Song Yinxi                              | producer | Beijing Huabo Longyun Ent. Co.                                                 |
| 2014 | As the Light Goes Out - 救火英雄                                                                               | tűzoltó a TV-ben            | -              | Chi-kin Kwok                            | cameo | Emperor Film Production, Media Asia Films                                      |
| 2013 | Police story: Lockdown - 警察故事2013 (King csát kú szí jí ling jat szám)                                      | Zhong Wen detektív          | -              | Ding Sheng                              | New Jersey államban és Kínában forgatva                                                                                      | China Vision Group, Wanda Media                                                |
| 2013 | Personal Tailor - 私人訂制                                                                                     |                             | -              | Xiaogang Feng                           | cameo | Emperor Film Production, Huayi Brothers Media                                  |
| 2013 | The Unbelievable - 令人难以置信                                                                                | Mr. Z                       | -              | Asa Bailey                              | Hongkongban és Kaliforniában forgatva, rövidfilm                                                                             | Amazing Industries                                                             |
| 2012 | Istenek fegyverzete 3. Chinese Zodiac - 十二生肖 (Szap jí szang chíu)                                          | Jackie / Martin             | Háda János     | Jackie Chan                             | Lettországban, Franciaországban Ausztráliában, Hongkongban, Kínában, Tajvanon és Vanuatun forgatva forgatókönyvíró, producer | Beijing Dragon Garden Culture & Art, Emperor Film Production                   |
| 2011 | 1911 1911: Revolution - 辛亥革命 (Szan hój káp ming)                                                           | Huang Hszing (Huang Xing)   | Háda János     | Li Zhang, Jackie Chan                   | Kína}} Kínában (Fuxin) forgatva                                                                                              | Beijing Alnair Culture & Media, China City Construction, Changchun Film Studio |
| 2011 | Kung Fu Panda 2. Kung Fu Panda 2 - 功夫熊猫2                                                                   | Majom (szinkronhang)        | Kassai Károly  | Jennifer Yuh Nelson                     | | DreamWorks Animation                                                           |
| 2011 | Shaolin Shao Lin - 新少林寺 (Szán szíu lam cí)                                                                 | Vu-tao (Wudao), a szakács   | Kassai Károly  | Benny Chan                              | | Emperor Classic Films, Huayi Brothers Media, China Film Group,                 |
| 2010 | The Legend of Silk Boy - 世博冠軍湖絲仔                                                                        | Xu Rongcun (szinkronhang)   | -              | David Liu                               | csak az angol verzióban |                                                                                |
| 2010 | Kung Fu Panda ünnepe Kung Fu Panda Holiday - 功夫熊猫假期特别                                                  | Majom (szinkronhang)        | Kassai Károly  | Tim Johnson                             | rövidfilm | DreamWorks Animation                                                           |
| 2010 | Jackie Chan: A katona Little Big Soldier - 大兵小将 (Táj ping szíu ceóng)                                      | Az öreg katona              | Kassai Károly  | Ding Sheng                              | forgatókönyvíró | Jackie & JJ Productions                                                        |
| 2010 | A karate kölyök The Karate Kid - 功夫梦                                                                        | Mr. Han                     | Háda János     | Harald Zwart                            | Kínában és Michigan államban forgatva                                                                                        | Overbrook Entertainment, Columbia Pictures, China Film Group                   |
| 2010 | Kém a szomszédban Spy next door - 邻家特工                                                                     | Bob Ho                      | Kassai Károly  | Brian Levant                            | Új-Mexikó és Kalifornia államban forgatva                                                                                    | Robert Simonds Productions, Relativity Media                                   |

### 2000-es évek
| Év   | Magyar cím Angol - Egyszerűsített kínai cím kiejtés)                                                                              | Szerep                    | Magyar hangja | Rendező                      | Megjegyzés | Produkciós cég                                                          |
| ---- | --- | ------------------------- | ------------- | ---------------------------- | --- | ----------------------------------------------------------------------- |
| 2009 | Jackie Chan és a Kung-fu kölyök Looking for Jackie - 尋找成龍 (Cham cáu szing lung (Cam1 Zaau1 Sing4 Lung4)                       | Önmaga                    | Kassai Károly | Gangliang Fang, Ping Jiang   | Kínában (Peking) forgatva                                                                                             | Beijing Film Studio                                                     |
| 2009 | The Founding of a Republic - 建國大業 (Kín kvók táj jíp (Gin3 gwok3 Daai6 Jip6)                                                   | újságíró                  | -             | Sanping Han, Jianxin Huang   | Kínában forgatva, cameo                                                                                               | Shanghai Film Studio, CCTV Movie Channel, China Film Group,             |
| 2009 | Leszámolás Tokióban Shinjuku Incident - 新宿事件 (Szan szuk szí kín (San1 Suk1 Si6 Gin2)                                          | Keménykobak               | Kassai Károly | Tung-Shing Yee               | Kínában és Japánban (Tokió) forgatva                                                                                  | Emperor Dragon Movies                                                   |
| 2008 | Kung Fu Panda - 功夫熊猫 | Majom (szinkronhang)      | Kassai Károly | John Stevenson, Mark Osborne | | DreamWorks Animation, Pacific Data Images                               |
| 2008 | Wushu: The Young Generation - 武术之少年行                                                                                        | -                         | -             | Antony Szeto                 | Kínában forgatva, vezető producer                                                                                     | Beijing Dadi Century Limited, Hippopotamus Films                        |
| 2008 | Run Papa Run - 一个好爸爸 (Jat kó hou pá pá (Jat1 Go3 Hou2 Baa4 Baa1)                                                             | -                         | -             | Sylvia Chang                 | Hongkongban forgatva vezető producer                                                                                  | Red on Red Productions JCE Movies                                       |
| 2008 | A tiltott királyság The Forbidden Kingdom - 功夫之王                                                                              | Lu Yan                    | Háda János    | Rob Minkoff                  | Kínában forgatva | Casey Silver Productions Huayi Brothers Media                           |
| 2007 | Csúcsformában 3. Rush Hour 3 - 尖峰时刻3                                                                                          | Lee felügyelő             | Háda János    | Brett Ratner                 | New Yorkban, Kalifornia államban és Franciaországban forgatva                                                         | Roger Birnbaum Productions, New Line Cinema                             |
| 2007 | Fusion: Kanye West, Gnarls Barkley, Lupe Fiasco - FUSION-2007海外双语春晚                                                         | Önmaga                    | -             | Adam Christian Clark         | Nevada államban forgatva, TV-film                                                                                     | Tunnel Post, AOB Media                                                  |
| 2007 | Air Diary - 飞行日志 | -                         | -             | Han Keyi                     | producer |                                                                         |
| 2006 | The Heavenly Kings - 四大天王 |                           | -             | Daniel Wu                    | Hongkongban forgatva, cameo                                                                                           | Man 5 Production                                                        |
| 2006 | Rob-B-Hood - 宝贝计划 (Pou púj kaj vák (Bou2 bui3 gai3 waak6)                                                                     | Fong Ka Ho                | Kassai Károly | Benny Chan                   | Hongkongban forgatva, vezető producer, forgatókönyvíró                                                                | Huayi Brothers Media, JCE Movies                                        |
| 2005 | A legenda The Myth - 神话 (Szan-vá (San4-waa2)                                                                                    | Meng-yi tábornok / Jackie | Kassai Károly | Stanley Tong                 | Indiában és Kínában forgatva, vezető producer                                                                         | China Film Group, JCE Movies                                            |
| 2005 | House of Fury- 精武家庭 | -                         | -             | Stephen Fung                 | Hongkongban forgatva, vezető producer                                                                                 | Emperor Multimedia Group, JCE Movies                                    |
| 2005 | Everlasting Regret - 長恨歌 | -                         | -             | Stanley Kwan                 | Kínában forgatva (Sanghaj), ügyvezető producer                                                                        | Shanghai Film Group, JCE Movies                                         |
| 2004 | Bandafőnök kerestetik Enter the Phoenix - 大佬爱美丽 (Táj ló ój méj laj (Daai lo oi mei lai)                                      | Julie kliense             |               | Stephen Fung                 | Hongkongban forgatva, cameo, vezető producer                                                                          | JCE Movies                                                              |
| 2004 | Rice Rhapsody - 海南雞飯 | -                         | -             | Kenneth Bi                   | Szingapúrban forgatva, vezető producer                                                                                | Ground Glass Images, Kenbiroli Films, Arclight Films                    |
| 2004 | Jackie Chan: Ikerhatás 2. The Twins Effect II - 千机变2 (Csín kéj pín jí fá tou táj cín (Cin1 Gei1 Bin3 Ji6 Fa1 Dou1 Daai6 Zin3 ) | Armour lordja             | Háda János    | Patrick Leung, Cory Yuen     | Kínában forgatva | Emperor Classic Films, Shenzhen Film Studio                             |
| 2004 | Újabb rendőrsztori New Police Story - 新警察故事 (Szan king csát kú szí (San1 Ging2 Chaat3 Gu3 Si6)                               | Wing                      | Háda János    | Benny Chan                   | Hongkongban forgatva, vezető producer                                                                                 | China Film Group, JCE Movies                                            |
| 2004 | 80 nap alatt a Föld körül Around the World in 80 Days - 80日环游世界                                                              | Passepartout/ Lau Xing    | Kassai Károly | Frank Coraci                 | Németországban, Thaiföldön, Kínában, Kalifornia államban és New Yorkban forgatva, vezető producer                     | Spanknyce Films, Walden Media                                           |
| 2003 | Jackie Chan: Ikerhatás Vampire Effect - 千机变 (Csín kéj pín (Cin1 Gei1 Bin3)                                                     | Jackie                    | Háda János    | Dante Lam, Donnie Yen        | | Emperor Multimedia Group, Million Channel Ltd.                          |
| 2003 | A medál The Medallion - 飞龙再生                                                                                                  | Eddie Yang                | Kassai Károly | Gordon Chan                  | Írországban, Észak-Írországban (UK), Thaiföldön, Hongkongban forgatva, vezető producer                                | Golden Port Productions Ltd, Emperor Multimedia Group,                  |
| 2003 | Londoni csapás Shanghai Knights - 上海正午2：上海骑士                                                                             | Chon Wang                 | Háda János    | David Dobkin                 | Csehországban, az Egyesült Királyságban, Kanadában és Kaliforniában forgatva, vezető producer, koreográfus, kaszkadőr | Spyglass Entertainment, Touchstone Pictures                             |
| 2002 | A Szmokinger The Tuxedo - 燕尾服                                                                                                  | Jimmy Tong                | Kassai Károly | Kevin Donovan                | Kanadában forgatva, kaszkadőr                                                                                         | Blue Train Productions, DreamWorks                                      |
| 2001 | Kamukém The Accidental Spy - 特務迷城 (Tak mou maj szing (Dak6 Mou6 Mai4 Sing4)                                                   | Buck Yuen/Jackie Chan     | Sörös Sándor  | Teddy Chan                   | Törökországban, Hongkongban és Dél-Koreában forgatva producer és kaszkadőr                                            | Golden Harvest Company                                                  |
| 2001 | Csúcsformában 2. Rush Hour 2 - 尖峰时刻2                                                                                          | Lee felügyelő             | Háda János    | Brett Ratner                 | Hongkongban, Kínában, Kalifornia, Nevada államokban és New Yorkban forgatva, kaszkadőr                                | Roger Birnbaum Productions, New Line Cinema, Salon Films                |
| 2000 | Jackie Chan: Új csapás Shanghai Noon - 西域威龍                                                                                   | Chon Wang                 | Háda János    | Tom Dey                      | Kínában (Peking) és Kanadában forgatva, vezető producer, koreográfus és kaszkadőr                                     | Roger Birnbaum Productions, Spyglass Entertainment, Touchstone Pictures |
| 2000 | Csodazsaruk Hongkongban Gen-X Cops 2: Metal Mayhem - 特警新人類2 (Tak king szan jan löü jí (Dak6 Ging2 San1 Jan4 Leoi6 Ji6)       | -                         | -             | Benny Chan                   | bemutató / előadó | Regent Entertainment, Media Asia Films,                                 |

### 1990-es évek
| Év   | Magyar cím Angol - Egyszerűsített kínai cím (kiejtés) | Szerep                           | Magyar hangja                                                          | Rendező | Megjegyzés                                                                                                 | Produkciós cég                                                         |
| ---- | --- | -------------------------------- | ---------------------------------------------------------------------- | --- | --- | ---------------------------------------------------------------------- |
| 1999 | Jackie, a szépfiú Gorgeous - 玻璃樽 | C.N. Chan                        | Kassai Károly                                                          | Vincent Kok | producer, koreográfus, forgatókönyvíró                                                                     | Golden Harvest Company, Golden Harvest Pictures                        |
| 1999 | Gen-X zsaruk Gen-X Cops - 特警新人類 (Tak king szan jan löü (Dak6 ging2 san1 jan4 leoi6)                                                                                     | halász                           | Kassai Károly                                                          | Benny Chan | Hongkongban, Szingapúrban és Kalifornia államban forgatva cameo, vezető producer                           | Media Asia Film                                                        |
| 1999 | Stephen Chow: A komédia királya King of Comedy - 一喜劇之王 (Héj khek cí vóng (Hei2 kek6 zi1 wong4)                                                                          | híre -s filmsztár                | -                                                                      | Stephen Chow, Lik-Chi Lee | cameo | Star Overseas                                                          |
| 1999 | Tempting Heart - 心動 | -                                | -                                                                      | Sylvia Chang | producer, bemutató/előadó                                                                                  |                                                                        |
| 1999 | Dragon Heat - | Önmaga                           | -                                                                      | Eric Kot | |                                                                        |
| 1998 | Mulan - 花木蘭 | Li Shang kapitány (szinkronhang) | Stohl András                                                           | Barry Cook, Tony Bancroft | a kantoni és mandarin verziókban                                                                           | Walt Disney Feature Animation, Walt Disney Picture                     |
| 1998 | Hot War - 幻影特攻 (Ván jing tak kung (Waan ying dak gung) | -                                | -                                                                      | Jingle Ma | producer                                                                                                   | Golden Harvest Pictures                                                |
| 1998 | An Alan Smithee Film: Burn Hollywood Burn - 阿兰·斯密特电影：烧伤好莱坞烧伤                                                                                                  | Önmaga                           | -                                                                      | Arthur Hiller | Kalifornia államban forgatva, cameo                                                                        | Cinergi Pictures Entertainment, Hollywood Pictures                     |
| 1998 | Csúcsformában Rush Hour - 火拼時速 | Lee felügyyelő                   | Háda János                                                             | Brett Ratner | Hongkongban és Kaliforniában forgatva koreográfus, kaszkadőr                                               | Roger Birnbaum Productions, New Line Cinema                            |
| 1998 | Jackie Chan: Az elveszett zsaru Who Am I? - 我是誰 | Ki vagyok én?                    | Kassai Károly                                                          | Benny Chan, Jackie Chan | Malajziában, Hollandiában és a Dél-afrikai Köztársaságban forgatva forgatókönyvíró, koreográfus, kaszkadőr | Golden Harvest Company, Panasia Films                                  |
| 1997 | Jackie, a jófiú Mr. Nice Guy - 一個好人 (Jat kó hou jan (Jat1 Go3 Hou2 Jan4)                                                                                                 | Jackie                           | Kassai Károly                                                          | Sammo Kam-Bo Hung | Ausztráliában forgatva, koreográfus és kaszkadőr                                                           | Golden Harvest Company                                                 |
| 1996 | Jackie Chan: Első csapás Police Story 4: First Strike - 警察故事IV之簡單任務 (King csát kú szí széj cí kán tán jam mou (Ging2 Chaat3 Gu3 Si3 Sei3 Zi1 Gaan2 Daan1 Yam6 Mou6) | Jackie                           | Háda János                                                             | Stanley Tong | Ausztráliában, Oroszországban, Ukrajnában és Hongkongban forgatva koreográfus és kaszkadőr                 | Golden Harvest Company, Paragon Films                                  |
| 1995 | Mennydörgés Thunderbolt - 霹靂火 | Chan Foh To                      | Bozsó Péter                                                            | Gordon Chan | Hongkongban, Malajziában és Japánban forgatva, koreográfus, kaszkadőr                                      | Golden Harvest Company, Paragon Films                                  |
| 1995 | Balhé Bronxban Rumble in the Bronx - 紅番區 | Keung                            | Józsa Imre                                                             | Stanley Tong | Kanadában (Vancouver) forgatva koreográfus, kaszkadőr                                                      | Golden Harvest Company, Maple Ridge Films                              |
| 1994 | Részeges karatemester 2. Drunken Master II - 醉拳II (Cöü kűn jí (Zeoi3 Kyun4 Ji6)                                                                                            | Vóng Fej-hung                    | Kassai Károly                                                          | Lau Kar-leung | koreográfus, kaszkadőr                                                                                     | Golden Harvest Company, Paragon Films                                  |
| 1993 | Volt egyszer egy zsaru Once a Cop - 超級計劃 | Chan felügyelő                   | Kassai Károly                                                          | Stanley Tong | Hongkongban forgatva, cameo                                                                                | Golden Harvest Company, Golden Way Films Ltd.                          |
| 1993 | Kemény halál Crime Story - 重案組 (Chung ón có (Cung5 On3 Zo2) | Eddie Chan felügyelő             | Kassai Károly                                                          | Kirk Wong, Jackie Chan | Hongkongban és Tajvanon forgatva koreográfus, kaszkadőr                                                    | Golden Harvest Company                                                 |
| 1993 | Városi vadász City Hunter - 城市獵人 (Szing szí líp jan (Sing si lip yan) | Ryu Saeba                        | Kassai Károly                                                          | Jing Wong | Hongkongban forgatva, koreográfus, kaszkadőr                                                               | Golden Harvest Company, Golden Way Films Ltd., Paragon Films           |
| 1993 | Kin chan no Cinema Jack - 阿钦影匣4：心跳篇 | -                                | -                                                                      | James Bogle - Dream Rider Kin'ichi Hagimoto - Minato, Nanka Hen? Jun Ichikawa - Kitto kurusa Naosuke Kurosawa - Tantei Stanley Kwan - Woman and Woman Keisuke Miyake - Dakigekiso Hisashi Watanabe - Genroku Onna Taiyoden Shinya Yamamoto - Ikiru | producer                                                                                                   | Ishihara Productions Co. Ltd., Cinema Paradise, Humanite Inc.          |
| 1992 | The Shootout - 危險情人 | -                                | -                                                                      | Michael Mak | producer                                                                                                   |                                                                        |
| 1992 | A Kid from Tibet - 西藏小子 | ember a repülőtéren              | -                                                                      | Biao Yuen | Tibetben forgatva, cameo                                                                                   | Gam Tiu Ying Yip Gung Shut, Yuen Biao Productions                      |
| 1992 | Sárkányikrek Twin Dragons - 雙龍會 (Szőng lung vúj (Seong1 Lung4 Wui2) | Ma Yau                           | Lippai László                                                          | Ringo Lam, Hark Tsui | Hongkongban és New Yorkban forgatva, koreográfus                                                           | Hong Kong Film Directors Guild, Golden Way Films Ltd., Dimension Films |
| 1992 | Rendőrsztori 3. Police Story 3: Super Cop - 警察故事III超級警察 (King csát kú szí szám chíu khap king csát (Ging2 Chaat3 Gu3 Si6 Saam1 Ciu1 Kap1 Ging2 Chaat3)               | Chan Ka Kui felügyelő            | Kassai Károly (1. hang) Háda János (2. hang)                           | Stanley Tong | Hongkongban, Malajziában és Kínában forgatva, koreográfus, kaszkadőr                                       | Golden Harvest Company, Golden Way Films Ltd.                          |
| 1991 | Istenek fegyverzete 2. – A Kondor-akció Armour of God II: Operation Condor - 飛鷹計劃 (Féj jing kaj vák (Fei1 jing1 gai3 waak6)                                              | Jackie / Condor                  | Kautzky Armand (1. hang) Jakab Csaba (2. hang) Kassai Károly (3. hang) | Jackie Chan | Spanyolországban és Marokkóban forgatva, forgatókönyvíró, koreográfus, kaszkadőr                           | Golden Harvest Company, Paragon Films                                  |
| 1991 | A szépség és a szörnyeteg Beauty and the Beast - 美女與野獸 | Szörnyeteg (kínai szinkron)      | Szabó Sipos Barnabás                                                   | Gary Trousdale, Kirk Wise | a kínai szinkronban aktívan részt vett, énekelt is                                                         | Walt Disney Pictures                                                   |
| 1991 | Angry Ranger - 火爆浪子 | -                                | -                                                                      | Lung Wei Wang | producer                                                                                                   | Golden Way Films Ltd.                                                  |
| 1991 | Centre Stage - 阮玲玉 | -                                | -                                                                      | Stanley Kwan | Kínában forgatva, bemutató / előadó                                                                        | Golden Way Films Ltd.                                                  |
| 1990 | Stage Door Johnny - 舞台姊妹 | -                                | -                                                                      | Wu Ma | producer                                                                                                   | Golden Way Films Ltd., Paragon Films                                   |
| 1990 | Story of Kennedy Town - 西環的故事 (Szaj ván tik kóó szí (Sai1 Waan4 Dik1 Goo3 Si6)                                                                                          | -                                | -                                                                      | Wu Ma | producer                                                                                                   | Golden Way Films Ltd.                                                  |
| 1990 | Jackie Chan: Tűzsziget Island of Fire - 火燒島 (Fó szíu tou (Fo2 Siu1 Dou2)                                                                                                  | Lung/Steve                       | Rajkai Zoltán                                                          | Yen-Ping Chu | Hongkongban, Tajvanon és a Fülöp-szigeteken forgatva                                                       | Blaine and Blake Ltd., Spartan Home Entertainment                      |
| 1990 | The Outlaw Brothers - 最佳賊拍檔 | -                                | -                                                                      | Frankie Chan | Hongkongban forgatva, koreográfus                                                                          | Movie Impact Limited                                                   |

### 1980-as évek
| Év   | Magyar cím Angol - Egyszerűsített kínai cím (kiejtés)                                                                        | Szerep                  | Magyar hangja                                      | Rendező                       | Megjegyzés | Produkciós cég                                                         |
| ---- | --- | ----------------------- | -------------------------------------------------- | ----------------------------- | --- | ---------------------------------------------------------------------- |
| 1989 | Jackie Chan: A botcsinálta gengszter Miracles (- Mr. Canton and Lady Rose) - 奇蹟 (Khéj cik (Kei4 Zik1)                      | Cheng Wah Kuo "Charlie" | Háda János                                         | Jackie Chan                   | forgatókönyvíró, kaszkadőr, koreográfus                                                                                        | Golden Harvest Company, Golden Way Films Ltd.                          |
| 1989 | The Inspector Wears Skirts II - 神勇飛虎霸王花                                                                               | -                       | -                                                  | Wellson Chin                  | producer | Golden Harvest Company                                                 |
| 1989 | Her Beautiful Life Lies - 說謊的女人                                                                                         | -                       | -                                                  | Tony Au                       | bemutató / előadó | Golden Way Films Ltd.                                                  |
| 1988 | Painted Faces - 七小福 (Chat szíu fuk (Cat1 siu2 fuk1)                                                                       | Önmaga                  | -                                                  | Alex Law                      | | Golden Harvest Company, Shaw Brothers                                  |
| 1988 | A rendőrsztori folytatódik Police Story 2 - 警察故事續集 (King csát kú szí cuk cáp (Ging2 Chaat3 Gu3 Si6 Zuk6 Zaap6)         | Kevin Chan              | Kassai Károly                                      | Jackie Chan                   | forgatókönyvíró, koreográfus, kaszkadőr                                                                                        | Golden Way Films Ltd. Paragon Films                                    |
| 1988 | Rouge - 胭脂扣 (Jin cí khau (Jin1 zi1 kau3)                                                                                  | -                       | -                                                  | Stanley Kwan                  | producer | Golden Harvest Company, Golden Way Films Ltd.                          |
| 1988 | The Inspector Wears Skirts - 霸王花                                                                                          | -                       | -                                                  | Wellson Chin                  | producer | Golden Harvest Company, Golden Way Films Ltd.                          |
| 1988 | Bunyóban az igazság Dragons Forever - 飛龍猛將 (Féj lung máng cőng (Fei1 Lung4 Maang2 Zeong1)                                | Jackie Lung             | Háda János                                         | Sammo Kam-Bo Hung, Corey Yuen | Hongkongban forgatva | Golden Harvest Company, Golden Way Films Ltd.                          |
| 1987 | A nagy balhé 2. Project A Part II - A計劃續集 (˝Á˝ káj vák cuk cáp (A Gai3 Waak6 Zuk6 Zaap6)                                 | Dragon Ma               | Háda János                                         | Jackie Chan                   | forgatókönyvíró, koreográfus                                                                                                   | Golden Way Films Ltd., Paragon Films                                   |
| 1987 | That Enchanting Night - 良青花奔月                                                                                           | -                       | -                                                  | Yuen Chor                     | producer | Golden Harvest Company                                                 |
| 1987 | The Brothers - |                         | -                                                  | Jackie Chan                   | kantoni nyelven |                                                                        |
| 1986 | Naughty Boys - 扭計雜牌軍 | rab                     | -                                                  | Wellson Chin                  | cameo, producer | Golden Way Films Ltd., Paragon Films                                   |
| 1986 | Az istenek fegyverzete Armour of God - 龍兄虎弟 (Lung hing fú táj (Lung4 Hing1 Fu2 Dai6)                                     | Jackie                  | Kassai Károly                                      | Jackie Chan, Eric Tsang       | Horvátországban, Ausztriában, Szlovéniában, Spanyolországban, Franciaországban és a Fülöp-szigeteken forgatva, forgatókönyvíró | Golden Harvest Company, Golden Way Films Ltd., Paragon Films           |
| 1985 | Vigyázat már megint nyomozunk! Twinkle, Twinkle Lucky Stars - 夏日福星 (Há jat fuk szing (Ha6 Jat6 Fuk1 Sing1)               | Muscles                 | Kassai Károly (1. hang) Háda János (2. hang)       | Sammo Kam-Bo Hung             | Hongkongban forgatva | Golden Harvest Company, Paragon Films                                  |
| 1985 | Vigyázat, nyomozunk! My Lucky Stars - 福星高照 (Fuk szing kou cíu (Fuk1 Sing1 Gou1 Ziu3)                                     | Muscles (Izom)          | Jakab Csaba (1. hang) Kassai Károly (2. hang)      | Sammo Kam-Bo Hung             | Hongkongban és Japánban forgatva                                                                                               | Golden Harvest Company, Golden Way Films Ltd.                          |
| 1985 | Leszámolás Hongkongban The Protector - 威龍猛探                                                                              | Billy Wong              | Pusztaszeri Kornél (1. hang) Háda János (2. hang)  | James Glickenhaus             | Hongkongban és New Yorkban forgatva                                                                                            | Golden Harvest Company, Golden Way Films Ltd., Eurasia Investments     |
| 1985 | A Sárkány szíve Heart of Dragon - 龍的心 (Lung tik szam (Lung4 Dik1 Sam1)                                                    | Ted / Tat Fung          | -                                                  | Sammo Kam-Bo Hung, Fruit Chan | Hongkongban forgatva | Bo Ho Film Company Ltd., Golden Harvest Company                        |
| 1985 | Rendőrsztori Police Story - 警察故事 (King csát kúszí haj lÍt (Ging2 Caat3 Gu3 Si6 Hai6 Lit6)                                | Kevin Chan              | Kassai Károly                                      | Chi-Hwa Chen, Jackie Chan     | Hongkongban forgatva vezető producer, forgatókönyvíró koreográfus                                                              | Golden Way Films Ltd., Paragon Films                                   |
| 1984 | Gördülő kungfu Wheels on Meals - 快餐車 (Fáj csán che (Faai3 Caan1 Ce1)                                                      | Thomas                  | Kassai Károly (1. hang) Bozsó Péter (2. hang)      | Sammo Kam-Bo Hung             | Spanyolországban forgatva | Golden Harvest Company, Paragon Films                                  |
| 1984 | Ágyúgolyófutam 2. Cannonball Run II - 砲彈飛車2                                                                              | Mitsubishi-szerelő      | Kautzky Armand                                     | Hal Needham                   | Arizona, Kalifornia, Nevada, Connecticut államokban forgatva                                                                   | Golden Harvest Company, Warner Bros.                                   |
| 1984 | Pom Pom - 神勇雙響炮 | motoros rendőr #2       | -                                                  | Tung Cho 'Joe' Cheung         | cameo | Bo Ho Films Co., Ltd., Paragon Films                                   |
| 1983 | A nagy balhé Project A - A計劃 (˝Á˝ Kaj vák (A Gai3 Waak6)                                                                   | Dragon Ma               | Kassai Károly                                      | Jackie Chan                   | Hongkongban és Makaón forgatva forgatókönyvíró, koreográfus                                                                    | Golden Harvest Company, Paragon Films, Authority Films,                |
| 1983 | Balekok és banditák Winners and Sinners - 奇謀妙計五福星 (Khéj mau míu kaj nk fuk szing (Kei4 Mau4 Miu6 Gai3 Ng5 Fuk1 Sing1) | CID 07                  | Háda János                                         | Sammo Kam-Bo Hung             | | Golden Harvest Company, Paragon Films                                  |
| 1983 | Rettenthetetlen hiéna 2 Fearless Hyena Part II - 龍騰虎躍 (Lung thang fú jők (Lung4 Tang4 Fu2 Yeok6)                         | Chan Lung               | Kassai Károly                                      | Chuan Chen                    | Jacky Chan néven | Lo Wei Motion Picture Company                                          |
| 1982 | Fantasztikus küldetés Fantasy Mission Force - 迷你特攻隊                                                                     | Sammy                   | Kassai Károly                                      | Yen-Ping Chu                  | Tajvanon forgatva, Jacky Chan néven                                                                                            | Cheung Ming Film                                                       |
| 1982 | Sárkány Nagyúr (nem hivatalos) Dragon Lord - 龍少爺 (Lung thang fú jők (Lung4 Tang4 Fu2 Yeok6)                               | Sárkány                 | -                                                  | Jackie Chan                   | Hongkongban, Tajvanon, Dél-Koreában forgatva                                                                                   | Golden Harvest Company, Lo Wei Motion Picture Company, Authority Films |
| 1981 | Ágyúgolyó futam The Cannonball Run - 砲彈飛車                                                                                | Subaru-sofőr            | Sebestyén András (1. hang) Lippai László (2. hang) | Hal Needham                   | Missouri, Kalifornia, Arizona, Nevada, Georgia államokban forgatva                                                             | Golden Harvest Company, Eurasia Investments                            |
| 1981 | The Gold-Hunters - 老鼠街 | -                       | -                                                  | Hark-On Fung, Chi Lo          | koreográfus, producer | Authority Films                                                        |
| 1980 | Bunyó a javából The Big Brawl - 殺手壕                                                                                       | Jerry Kwan              | Háda János                                         | Robert Clouse                 | Texas államban forgatva, koreográfus                                                                                           | Golden Harvest Company, Warner Bros.                                   |
| 1980 | Az ifjú mester The Young Master - 帥弟出馬 (Szí taj chöt ma (Si1 Dai2 Ceot1 Ma2)                                             | Sárkány                 | Dányi Krisztián                                    | Jackie Chan                   | forgatókönyvíró, koreográfus                                                                                                   | Golden Harvest Company, Leonard Ho Productions                         |
| 1980 | Read Lips - 孖寶闖八關 | -                       | -                                                  | Kuen Yeung                    | producer | Authority Films                                                        |

### 1970-es évek
| Év   | Magyar cím Angol - Egyszerűsített kínai cím (kiejtés)                                                                             | Szerep                     | Magyar hangja                                     | Rendező                      | Megjegyzés | Produkciós cég                                                 |
| ---- | --- | -------------------------- | ------------------------------------------------- | ---------------------------- | --- | -------------------------------------------------------------- |
| 1979 | Rettenthetetlen hiéna The Fearless Hyena - 笑拳怪招 (Szíu khűn kváj cíu (Siu3 Kyun4 Gwaai3 Ziu1)                                  | Shing Lung                 | Kassai Károly                                     | Jackie Chan                  | forgatókönyvíró,koreográfus, Jacky Chan néven | Good Year Movie Company                                        |
| 1979 | Sárkány viadala Dragon Fist - 龍拳                                                                                                | Tang How-Yuen              | Kassai Károly                                     | Lo Wei                       | koreográfus | Lo Wei Motion Picture Company                                  |
| 1978 | Halálos játszma Game of Death - 死亡遊戲                                                                                          |                            | -                                                 | Robert Clouse, Bruce Lee     | Hongkongban és Makaón forgatva, kaszkadőr Bruce Lee halála miatt az 1972-ben megkezdett film 1978-ra lett befejezve (archív felvételeket használva) | Golden Harvest Company, Concord Productions, Columbia Pictures |
| 1978 | Immortal Warriors - 百戰保山河 | -                          | -                                                 | Tseng-Chai Chang, Kang Cheng | koreográfus | Nan Hai Film Company                                           |
| 1978 | A kung-fu szelleme Spiritual Kung Fu - 拳精                                                                                       | Yi-Lang                    | Kassai Károly                                     | Lo Wei                       | koreográfus | Lo Wei Motion Picture Company                                  |
| 1978 | Részeges karatemester Drunken Master - 醉拳 (Cöü khűn (Zeoi3 Kyun4)                                                               | "Fredy" Wong Fei-hung      | Kassai Károly                                     | Woo-Ping Yuen                | Makaón is forgatva, Jacky Chan néven | Seasonal Film Corporation                                      |
| 1978 | Jackie Chan: A kobra Snake in the Eagle's Shadow - 蛇形刁手 (Sze jing tíu szau (Se4 Jing4 Diu1 Sau2)                              | Chien Fu                   | Tímár Andor                                       | Woo-Ping Yuen                | Lung Cheng néven | Seasonal Film Corporation                                      |
| 1978 | Csodálatos testőrök Magnificent Bodyguards - 飛渡捲雲山 (Féj tou kűn van szán (Fei1 Dou6 Gyun2 Wan4 Saan1)                        | Lord Ting Chung            | Kassai Károly                                     | Lo Wei                       | az első 3D-s film Hongkongban, koreográfus | Lo Wei Motion Picture Company                                  |
| 1978 | Félmaréknyi Kung-fu Half a Loaf of Kung Fu - 一招半式闖江湖 (Jat cíu pún szik chóng kóng vú (Jat1 Ziu1 Bun3 Sik1 Cong2 Gong1 Wu4) | Jiang                      | Kassai Károly                                     | Chi-Hwa Chen                 | Jacky Chan néven, koreográfus | Lo Wei Motion Picture Company                                  |
| 1978 | Shaolin kigyó és daru Snake & Crane Arts of Shaolin - 蛇鶴八步                                                                    | Hsu Yin-Fung               | Kassai Károly                                     | Chi-Hwa Chen                 | Dél-Koreában forgatva, koreográfus, Jacky Chan néven                                                                                                | Lo Wei Motion Picture Company                                  |
| 1978 | Bruce and Shao-lin Kung Fu 2 - | Kawasaki generális segédje | Alberto Golango                                   | -                            | | Insantra Film                                                  |
| 1977 | Gyilkosság cselszövéssel To Kill with Intrigue - 劍花煙雨江南                                                                     | Cao Lei                    | Kassai Károly                                     | Lo Wei                       | Dél-Koreában forgatva, koreográfus, Chen Lung néven                                                                                                 | Lo Wei Motion Picture Company                                  |
| 1977 | The 36 Crazy Fists - 三十六迷形拳                                                                                                 | harcos a nyitójelenetben   | -                                                 | Chi-Hwa Chen                 | koreográfus | United Enterprise Corporation                                  |
| 1976 | Szuperöklű fúria New Fist of Fury - 新精武門之精武拳                                                                              | Ah Lung                    | Kassai Károly                                     | Lo Wei                       | Chen Yuen Lung néven | Lo Wei Motion Picture Company                                  |
| 1976 | Gyilkos meteorok Killer Meteors - 風雨雙流星                                                                                      | Wa Wu-Bin                  | Csuja Imre                                        | Lo Wei                       | | Lo Wei Motion Picture Company                                  |
| 1976 | A halál keze The Hand of Death - 少林門                                                                                           | Tan Feng                   | Kassai Károly                                     | John Woo                     | Hongkongban és Dél-Koreában forgatva, Chan Yuan Lung néven                                                                                          | Golden Harvest Company                                         |
| 1976 | Shaolin halál kamrája Shaolin Wooden Men - 少林木人巷                                                                             | Chocky                     | Kassai Károly                                     | Lo Wei                       | Jacky Chan néven, koreográfus | Lo Wei Motion Picture Company, Toei Central Films              |
| 1976 | The Private Eyes - 半斤八兩 |                            | -                                                 | Michael Hui                  | Hongkongban forgatva, kaszkadőr | Golden Harvest Company                                         |
| 1976 | Dance Of Death - 舞拳 | -                          | -                                                 | Chen Chi-Hwa                 | Tajvanon forgatva, koreográfus |                                                                |
| 1976 | The Himalayan - 密宗圣手 | Tsung embere               | -                                                 | Feng Huang                   | Nepálban és Dél-Koreában forgatva kaszkadőr | Golden Harvest Company                                         |
| 1975 | No End Of Surprises - 拍案驚奇 | Secretary Chen             | -                                                 | Mu Chu                       | Chen Yuan Lung néven | New World Film Production Company Golden Harvest Company       |
| 1975 | The Valiant Ones - 忠烈图 |                            | -                                                 | King Hu                      | extra, kaszkadőr | Golden Harvest Company, King Hu Productions                    |
| 1975 | All In The Family - 花飛滿城春 | Hsiao Tang                 | -                                                 | Mu Chu                       | Yuan Lung Chen néven | Golden Harvest Company                                         |
| 1974 | The Young Dragons - 鐵漢柔情 | -                          | -                                                 | John Woo                     | Yuan Lung Chen néven, koreográfus | Golden Harvest Company                                         |
| 1974 | Village Of Tigers - 惡虎村 | -                          | -                                                 | Ping Wang, Feng Yueh         | extra | Shaw Brothers                                                  |
| 1974 | The Golden Lotus - 金瓶雙艷 | körtét áruló Yun testvér   | -                                                 | Han Hsiang Li                | Yuan Lung Chen néven | Nippon Herald Films, Shaw Brothers                             |
| 1973 | Az ifjú tigris Young Tiger - | bandavezér                 | Kálloy Molnár Péter                               | Ma Wu                        | Chen Yuan-lung néven | Nan Hai Film Company                                           |
| 1973 | Supermen Against The Orient - 四王一后                                                                                            | -                          | -                                                 | Bitto Albertini              | Hongkongban forgatva, extra, kaszkadőr | Shaw Brothers                                                  |
| 1973 | Kung Fu Girl - 鐵娃 | japán gengszter            | -                                                 | Lo Wei                       | | Golden Harvest Company                                         |
| 1973 | A sárkány közbelép Enter the Dragon - 龍爭虎鬥 (Lung cang fú tau (Lung4 Zang1 Fu2 Dau3)                                           | Han embere a börtönben     | néma szerep                                       | Robert Clouse                | Hongkongban és Kalifornia államban forgatva | Golden Harvest Company, Concord Productions, Warner Bros.      |
| 1973 | Fists of the Double K - 除霸 | testőr                     | -                                                 | Jimmy L. Pascual             | Chen Yuen Lung néven | Emperor Film International, Dai Gwok Film Company              |
| 1973 | A sas árnyékában Fist of Anger -                                                                                                  | Szin Szer                  | Kassai Károly                                     | Mu Chu                       | Yuen Lung Chen néven | Great Earth Film Company                                       |
| 1973 | Rumble in Hong Kong - 女警察 (Núj king csát (Nui ging chaat)                                                                      | Gang Leader                | -                                                 | Mu Chu                       | Jacky Chan néven | Great Earth Film Company                                       |
| 1973 | Ambush - 埋伏 |                            | -                                                 | Meng Hua Ho                  | Hongkongban forgatva, extra | Shaw Brothers                                                  |
| 1973 | Kung-fu kölyök Little Tiger From Canton - 廣東小老虎                                                                              | Jackie Chan                | Kassai Károly (1. hang) Kisfalusi Lehel (2. hang) | Mu Chu, Hoi-Fung Ngai        | Yuan Lung Chen néven | Soon Lee Films Company                                         |
| 1973 | Kínai Herkules Chinese Hercules - 码头大决斗                                                                                      | bandita                    | -                                                 | Ta Huang                     | | The Hong Kong Kai Fa Film Company                              |
| 1973 | Fist of Unicorn - 麒麟掌 | bandita                    | -                                                 | Ti Tang                      | Sing Hui Film Company |                                                                |
| 1973 | Village on Fire - | bandita                    | -                                                 | Lung-Hsiang Fang             | Fu Kuo Film Company |                                                                |
| 1973 | Facets Of Love - 北地胭脂 | Xiao Liu                   | -                                                 | Han Hsiang Li                | Chen Yuan Lung néven | Shaw Brothers                                                  |
| 1972 | Tomboló ököl Fist of Fury - 精武門 (Cing mou mún (Zing1 Mou2 Mun4)                                                                | Jing Wu tanítványa         | néma szerep                                       | Lo Wei                       | Hongkongban és Makaón forgatva | Golden Harvest Company                                         |
| 1972 | Hapkido - 合氣 | a Black Bear tanulója      | -                                                 | Feng Huang                   | | Golden Harvest Company                                         |
| 1972 | Blood Fingers - 唐人客 | bandita                    | -                                                 | Shan Kwan                    | kaszkadőr | Far East Motion Picture Company                                |
| 1971 | A Touch Of Zen - 俠女 | -                          | -                                                 | King Hu                      | extra | International Film Company, Union Film Company                 |
| 1971 | The Blade Spares None - 刀不留人                                                                                                  | fiatal Ching Yun           | -                                                 | Wing-Cho Yip                 | extra | Golden Harvest Company                                         |
| 1971 | The Angry River - 鬼怒川 | testőr                     | -                                                 | Feng Huang                   | cameo | Golden Harvest Company                                         |
| 1970 | Lady of Steel - 荒江女俠 | koldus gyerek              | -                                                 | Meng Hua Ho                  | | Shaw Brothers                                                  |

### 1960-as évek
| Év   | Magyar cím Angol - Egyszerűsített kínai cím (kiejtés)                                                      | Szerep                | Magyar hangja   | Rendező                | Megjegyzés                                  | Produkciós cég                |
| ---- | --- | --------------------- | --------------- | ---------------------- | ------------------------------------------- | ----------------------------- |
| 1969 | The Magnificent Monk - 濟公活佛                                                                            | -                     | -               | Ng Man-Chiu            | Tajvanon forgatva, forgatókönyvíró          | Lianhe Film Company           |
| 1966 | Shaolinok szövetsége Come Drink with Me - 大醉俠 (Táj cöü háp (Daai6 Zeoi3 Haap6)                          | éneklő gyerek         | eredeti nyelven | King Hu                | Tajvanon forgatva                           | Shaw Brothers                 |
| 1966 | Seven Little Tigers (Part 2) - 兩湖十八鏢(上集)                                                            | a 7 kis tigris egyike | -               | Wu Pang                | a két rész bemutatója közt csupán 7 nap van | Dali Film Company             |
| 1966 | Seven Little Tigers (Part 1) - 兩湖十八鏢(下集)                                                            | gyerek                | -               | Wu Pang                | a két rész bemutatója közt csupán 7 nap van | Dali Film Company             |
| 1964 | The Story of Ching Hsian-Lien - 秦香蓮                                                                     | Tung Ge               | -               | Yu-Hsin Chen, Chun Yen | Yuan-Lou Chen néven                         | Cathay Motion Picture Company |
| 1963 | The Love Eterne - 梁山伯與祝英台 (Lőng szán pák jű cuk jing thój (Loeng4 Saan1 baak3 jyu5 Zuk1 Jing1 toi4) | gyermek               | -               | Han Hsiang Li          | extra, Tajvanon forgatva                    | Shaw Brothers                 |
| 1963 | Little Dragon Girl Teases White Snake Spirit - 小龍女三戲白蛇精                                            | gyermek               | kantoni nyelven | Wong Hok-Sing          | csak Hongkongban bemutatva                  | Yulin Film Company            |
| 1962 | Big and Little Wong Tin Bar - 大小黄天霸 (Táj szíu vóng thín pá (daai6 siu2 wong4 tin1 baa3)               | gyermek               | -               | To Lung                | Yuen Lau néven, Hongkongban forgatva        | Great Win Film                |

### Dokumentumfilmek, egyéb filmek
| Év   | Magyar cím Angol - Egyszerűsített kínai cím                                                                                        | Nyelv Magyar hang                         | Bemutatva | Megjegyzés                                                                      | Produkciós cég / csatorna                              |
| ---- | --- | ----------------------------------------- | --- | ------------------------------------------------------------------------------- | ------------------------------------------------------ |
| 2017 | Jackie Chan: Down to Earth |                                           | | csak bejelentve                                                                 |                                                        |
| 2016 | Brett & Jackie Look Back at the 'Rush Hour' Trilogy                                                                                | angol                                     | USA | Brett Ratnerrel és Chris Tuckerrel                                              |                                                        |
| 2010 | The Karate Kid: Production Diaries                                                                                                 | angol                                     | USA | A karate kölyökkel kapcsolatban                                                 | Eminence Front Productions                             |
| 2010 | Just for Kicks: The Making of 'The Karate Kid'                                                                                     | angol                                     | USA | A karate kölyökkel kapcsolatban                                                 | Eminence Front Productions                             |
| 2010 | Say Hello to the Bad Guy | angol                                     | USA | rövidfilm                                                                       | Barking Cow Distribution                               |
| 2010 | Jackie Chan: Stunt Master and Mentor                                                                                               | angol, német                              | Németország, USA | rövidfilm                                                                       | Lionsgate                                              |
| 2009 | Beijing (Peking) - | angol, német                              | Németország, USA |                                                                                 | Parallax Corporation                                   |
| 2009 | Hogyan változtatta meg Bruce Lee a világot? How Bruce Lee Changed the World                                                        | Kassai Károly                             | Magyarország, USA Japán |                                                                                 | Brian Waddell Productions                              |
| 2008 | 中国武侠电影人物志 | mandarin/kantoni nyelven                  | Kína | 35 rész                                                                         | CCTV Movie Channel                                     |
| 2008 | A Touch of Beijing- 北京之触 | angol                                     | | -                                                                               | Olympic Pictures, Visual Arts Entertainment            |
| 2008 | Wushu Cannes 2008' | angol, mandarin, kantoni                  | Kína |                                                                                 | Beijing Dadi Century                                   |
| 2008 | Dangerous Beauty: The Women of 'The Forbidden Kingdom'                                                                             | angol                                     | USA | A tiltott királysággal kapcsolatban, Ewan Chunggal                              | Mirage Productions                                     |
| 2008 | The Kung Fu Dream Team | angol                                     | USA | A tiltott királysággal kapcsolatban, Ewan Chunggal                              | Mirage Productions                                     |
| 2008 | Autour de 'Rush Hour 3' en 80 mots                                                                                                 | angol                                     | USA | Csúcsformában 3-vel kapcsolatban Chris Tuckerrel                                | New Line Cinema                                        |
| 2007 | Rush Hour 1, 2, 3! | angol                                     | USA | rövidfilm, Csúcsformában 3-mal kapcsolatban Bret Ratnerrel és Chris Tuckerrel   |                                                        |
| 2007 | Rush Hour 3: The French Connection                                                                                                 | angol                                     | USA | rövidfilm, Csúcsformában 3-mal kapcsolatban Bret Ratnerrel és Chris Tuckerrel   |                                                        |
| 2007 | Le Rush Hour Trois: Production Diaries                                                                                             | angol                                     | USA | rövidfilm, Csúcsformában 3-mal kapcsolatban Bret Ratnerrel és Chris Tuckerrel   |                                                        |
| 2007 | Making 'Rush Hour 3' | angol                                     | USA | rövidfilm, Csúcsformában 3-mal kapcsolatban Bret Ratnerrel és Chris Tuckerrel   |                                                        |
| 2005 | 2005 CCTV Tavaszi Gála (szabad fordítás) 2005年中央电视台春节联欢晚会                                                              | kantoni/mandarin nyelven                  | | Tv-film                                                                         | CCTV Movie Channel                                     |
| 2005 | DreamWorks század (szabad fordítás) 百年梦工场                                                                                     | kantoni                                   | Hongkong | 8 rész                                                                          | Radio Television Hong Kong (RTHK)                      |
| 2004 | Tigres et dragons, les arts martiaux au cinéma                                                                                     | francia                                   | Franciaország | Tv-film                                                                         | Ciné Horizon                                           |
| 2004 | Jackie Chan: The Inside Story | angol                                     | Egyesült Királyság | Tv-film                                                                         | North One Television                                   |
| 2003 | Who Is Albert Woo? | angol                                     | Kanada |                                                                                 |                                                        |
| 2003 | A Sárkány nyomában: Jackie Chan és elveszett családja Traces of a Dragon: Jackie Chan & His Lost Family - 龍的深處：失落的拼圖     | Pusztaszeri Kornél                        | Magyarország, Egyesült Királyság Olaszország, Németország Franciaország, Dánia Norvégia és Japán                                    |                                                                                 | Jackie & Willie Productions                            |
| 2003 | The 100 Greatest Movie Stars | angol                                     | Egyesült Királyság | Tv-film                                                                         | Channel 4 Television Corporation, Tyne Tees Television |
| 2003 | Cinema Hong Kong: Kung Fu 電影香江：功夫世家                                                                                       | angol, mandarin és kantoni                | Hongkong, Görögország USA |                                                                                 | Bang Productions Discovery Channel International       |
| 2003 | Miss World 2003 世界小姐2003 | kantoni és angol nyelven                  | | zsűritag, szépségverseny, mely Sanyában ( Kína) került megrendezésre            |                                                        |
| 2002 | Az akciófilm művészete The Art of Action: Martial Arts in Motion Picture - 功夫片歲月                                              | Háda János                                | Magyarország, Görögország, Szerbia, Lengyelország, Finnország, Ausztrália, Olaszország, USA                                         | Tv-film                                                                         | Columbia TriStar Films Point Blank Productions         |
| 2001 | Hong Kong Superstars - 香港超级巨星                                                                                                | angol                                     | Egyesült Királyság | Tv-film, Hongkongban és Angliában forgatva                                      |                                                        |
| 2001 | Bruce Lee, the Legend Continues -                                                                                                  | angol                                     | Belgium, USA |                                                                                 | Aquarius Promotions                                    |
| 2001 | Fashion of 'Rush Hour 2 | angol                                     | USA | rövidfilmek, Csúcsformában 2-vel kapcsolatban Bret Ratnerrel és Chris Tuckerrel | New Line Home Video, Organa West                       |
| 2001 | Rush Hour 2: Evolution of a Scene                                                                                                  | angol                                     | USA | rövidfilmek, Csúcsformában 2-vel kapcsolatban Bret Ratnerrel és Chris Tuckerrel | New Line Home Video, Organa West                       |
| 2001 | Making Magic Out of Mire | angol                                     | USA | rövidfilmek, Csúcsformában 2-vel kapcsolatban Bret Ratnerrel és Chris Tuckerrel | New Line Home Video, Organa West                       |
| 2001 | Attaining International Stardom | angol                                     | USA | rövidfilmek, Csúcsformában 2-vel kapcsolatban Bret Ratnerrel és Chris Tuckerrel | New Line Home Video, Organa West                       |
| 2001 | Culture Clash: West Meets East | angol                                     | USA | rövidfilmek, Csúcsformában 2-vel kapcsolatban Bret Ratnerrel és Chris Tuckerrel | New Line Home Video, Organa West                       |
| 2001 | Jackie Chan's Hong Kong Tour | angol                                     | USA | rövidfilmek, Csúcsformában 2-vel kapcsolatban Bret Ratnerrel és Chris Tuckerrel | New Line Home Video, Organa West                       |
| 2001 | Kung Fu Choreography | angol                                     | USA | rövidfilmek, Csúcsformában 2-vel kapcsolatban Bret Ratnerrel és Chris Tuckerrel | New Line Home Video, Organa West                       |
| 2001 | Language Barrier | angol                                     | USA | rövidfilmek, Csúcsformában 2-vel kapcsolatban Bret Ratnerrel és Chris Tuckerrel | New Line Home Video, Organa West                       |
| 2000 | Making of Shanghai Noon - | angol                                     | Egyesült Királyság | Tv-film                                                                         | R 'n' R Productions                                    |
| 2000 | Bruce Lee: A Warrior's Journey - 李小龙：勇士的旅程                                                                                | német, angol, francia olasz               | Németország, Franciaország, USA, Hollandia, Oroszország, Olaszország, Norvégia, Finnország, Argentína, Brazília, Egyesült Királyság | archív felvételeket használva                                                   | Concord Productions Warner Bros.                       |
| 1999 | Jackie Chan: Akcióban Jackie Chan: My Stunts- 成龍：我的特技                                                                       | Kassai Károly                             | Magyarország, Olaszország, Németország, Oroszország, Hongkong, Szingapúr, Japán, Kanada                                             | rendező, producer                                                               | Media Asia Films                                       |
| 1999 | A Piece of the Action: Behind the Scenes of 'Rush Hour'                                                                            | angol                                     | USA | rövidfilm                                                                       | New Line Home Video                                    |
| 1999 | Bruce Lee: The Legend Lives On | angol                                     | Egyesült Királyság, Hollandia | Tv-film                                                                         | Aquarius Promotions, Orbital Media                     |
| 1998 | Jackie Chan: My Story- 成龍：的傳奇                                                                                                | spanyol, olasz, japán és kantoni nyelven  | Spanyolország, Hongkong, Olaszország, Japán                                                                                         | rendező, producer                                                               | Media Asia Films                                       |
| 1998 | Masters of the Martial Arts Presented by Wesley Snipes'                                                                            | angol                                     | USA | Tv-special                                                                      |                                                        |
| 1998 | The Path of the Dragon' | angol, görög                              | Ausztrália, Görögország | rövidfilm                                                                       |                                                        |
| 1998 | The Art of Influence' | angol, francia, spanyol japán és mandarin | Írország, Franciaország, Japán, USA                                                                                                 | Tv-film                                                                         | Alternate Current, Bravo Cable, Gaumont Télévision     |
| 1997 | The Making of Jackie Chan's 'Mr. Nice Guy'                                                                                         | angol                                     | Ausztrália |                                                                                 |                                                        |
| 1997 | Oops! The World's Funniest Outtakes 5                                                                                              | angol                                     | Egyesült Királyság |                                                                                 | Brad Lachman Productions                               |
| 1995 | Eastern Heroes: The Video Magazine                                                                                                 | angol                                     | Egyesült Királyság |                                                                                 | Eastern Heroes Video                                   |
| 1995 | Top Fighter | angol, német és kantoni nyelven           | Hongkong, Németország Egyesült Királyság                                                                                            |                                                                                 | Eastern Heroes Video                                   |
| 1994 | Cinema of Vengeance | angol és kantoni nyelven                  | Egyesült Királyság, Hongkong |                                                                                 | Vengeance Productions                                  |
| 1994 | The Life of Bruce Lee | angol, japán, német és portugál           | Egyesült Királyság, Japán, Németország, Brazília                                                                                    | Tv-film                                                                         | Lumière Pictures                                       |
| 1992 | Bruce Lee and Kung Fu Mania- 李小龙和功夫热潮                                                                                      | angol                                     | Kanada, USA | archív felvételeket használva                                                   | Film Shows Inc                                         |
| 1992 | Szupersztárok akcióban The Best of the Martial Arts Films- 金装武术电影大全                                                        | Felföldi László                           | Magyarország, Németország, Görögország, Spanyolország, Portugália, Hongkong, Japán, Chile, Venezuela, Peru, USA                     |                                                                                 |                                                        |
| 1991 | Bilincs nélküli film - Az új Hong- Kong-i mozi (szabad fordítás) Film ohne Fesseln - Das neue Hongkong Kino - 90年代初香港电影漫谈 | német nyelven                             | Németország | rövidfilm                                                                       |                                                        |

### Sorozatok
| Év        | Angol - Eredeti cím                          | Nyelv                                              | Ország                         | Dátum - Epizód                                                                                              | Megjegyzés                                                                   |
| --------- | -------------------------------------------- | -------------------------------------------------- | ------------------------------ | --- | ---------------------------------------------------------------------------- |
| 2010 -    | Running Man - 런닝맨                         | koreai                                             | Dél-Korea                      | 2013. március 3. -                                                                                          | ˝Kwanghee Fashion Mall˝ című részben                                         |
| 2006 -    | Close Up                                     | angol és francia                                   | USA                            | 2012. december 1. - 5. évad 8. rész                                                                         | biográfia                                                                    |
| 2005 -    | Mega Cities                                  | angol                                              |                                | 2008. június 20. -                                                                                          | ˝Hongkong című részben˝, narrátor                                            |
| 2004-2005 | The Mysti Show                               | angol                                              | Egyesült Királyság             | 2004. július 17. - 1. évad 14. rész 2004. július 10. - 1. évad 13. rész                                     | vendég                                                                       |
| 2002 -    | Tinseltown TV                                | angol                                              | USA                            | 2004. február 8. -                                                                                          |                                                                              |
| 2002 -    | Player$                                      | angol                                              | USA                            | 2003 - 2. évad 13. rész                                                                                     | ˝Medallion˝ című részben                                                     |
| 2001-2004 | Rank                                         | angol                                              | USA                            | 2002. április 24. -                                                                                         | ˝25 Toughest Stars˝ című részben                                             |
| 2000-2005 | Jackie Chan kalandjai Jackie Chan Adventures | angol                                              | Hongkong, USA                  | 5 évad: 95 rész                                                                                             | Magyar hangja: Háda János                                                    |
| 1999-2007 | Cartoon Cartoon Fridays                      | angol                                              | USA                            | 2004. június 18. -                                                                                          | ˝Tommy Sits Down with the Stars of Around the World in 80 Days˝ című részben |
| 1999-2002 | The Priory                                   | angol                                              | Egyesült Királyság             | 2001. július 10. -                                                                                          | Chris Tuckerrel                                                              |
| 1996-     | Smap×Smap                                    | japán                                              | Japán                          | 1996. október 21. -                                                                                         | a Fuji -TV sugározza                                                         |
| 1995-     | E! Live from the Red Carpet                  | angol                                              | USA                            | 2017. február 26. -                                                                                         |                                                                              |
| 1995-2016 | MADtv                                        | angol                                              | USA                            | 2002. szeptember 28. - 8. évad 3. rész                                                                      |                                                                              |
| 1994-     | Extra: The Entertainment Magazine            | angol                                              | USA                            | 2003. október 10. - 8. évad 3. rész                                                                         |                                                                              |
| 1994-     | Mezamashi Terebi - めざましテレビ            | japán                                              | Japán                          | 1995. július 11. -                                                                                          |                                                                              |
| 1993-1998 | Moviewatch -                                 | angol                                              | Egyesült Királyság             | 1997. szeptember 23. - 6. évad 1. rész                                                                      |                                                                              |
| 1992-     | Getaway: Viszlát, mi leléptünk! Getaway      | angol                                              | Ausztrália, Új-Zéland          | 2007. szeptember 27. - 16. évad 33. rész                                                                    | híres utazó, Chris Tuckerrel és Steve Carelllel                              |
| 1992-     | Making of...                                 | angol                                              | Németország,                   | 2009. április 17. -                                                                                         | A tiltott királysággal kapcsolatban                                          |
| 1992-     | HBO First Look                               | angol                                              | USA                            | 2008. május 24. - 15. évad 6. rész 2007. július 31. - 14. évad 20. rész 2002. szeptember - 9. évad 14. rész | rövid, 10-20 perces részek                                                   |
| 1992-1997 | Martin -                                     | angol                                              | USA                            | 1996. december 19. - 5. évad 10. rész                                                                       | a ˝Scrooge˝ című epizódban Önmagát alakítva                                  |
| 1988-1989 | The Incredibly Strange Film Show             | angol                                              | Egyesült Királyság             | 1989. szeptember 22. - 2. évad 1. rész                                                                      |                                                                              |
| 1987-     | Biography                                    | USA                                                | 1996. augusztus 30. -          | ˝Jackie Chan: From Stuntman to Superstar˝ című részben                                                      |                                                                              |
| 1987-2010 | The Probe Team                               | tagalog / filippínó (1998-2010), angol (1987-1998) | Fülöp-szigetek                 | |                                                                              |
| 1981-     | 20 heures le journal                         | francia                                            | Franciaország                  | 2000. augusztus 7. -                                                                                        | meginterjúvolt                                                               |
| 1981-2014 | Wetten, dass..?                              | német                                              | Németország, Svájc és Ausztria | 2004. december 11. -                                                                                        | ˝Wetten, dass..? aus Nürnberg˝ című részben                                  |
| 1975-     | Saturday Night Live                          | angol                                              | USA                            | 2000. május 20. - 25. évad 20. rész                                                                         | ˝Jackie Chan/Kid Rock˝ című részben                                          |

### Díjátadók
| Év   | Angol - Egyszerűsített kínai cím                                   | Nyelv                            | Ország                      | Megjegyzés         | Produkciós cég / csatorna                                        |
| ---- | ------------------------------------------------------------------ | -------------------------------- | --------------------------- | ------------------ | ---------------------------------------------------------------- |
| 2017 | The 89th Annual Academy Awards                                     | angol nyelven                    | USA                         | Tv-special         | Academy of Motion Picture Arts and Sciences (AMPAS)              |
| 2013 | Guys Choice Awards 2013                                            | angol nyelven                    | USA                         | Tv-special         |                                                                  |
| 2010 | 2010 MTV Movie Awards - 2010 MTV电影颁奖典礼                       | angol nyelven                    | USA                         | Tv-special         |                                                                  |
| 2010 | Nickelodeon Kids' Choice Awards 2010                               | angol nyelven                    | USA                         | Tv-special         | Bob Bain Production                                              |
| 2010 | The 36th Annual People's Choice Awards                             | angol nyelven                    | USA                         | Tv-special         | Procter & Gamble Productions (PGP), MediaVest Worldwide          |
| 2006 | 2006 Asian Excellence Awards - 2006年亚洲卓越奖颁奖典礼            | angol, mandarin, kantoni nyelven | USA                         | Tv-special         | AZN Television, International Networks, Syd Vinneage Productions |
| 2005 | The 11th China Movie Awards                                        | mandarin nyelven                 | Kína                        | Tv-special         |                                                                  |
| 2003 | Brit Awards 2003                                                   | angol nyelven                    | Egyesült Királyság          | előadó, Tv-special |                                                                  |
| 2002 | 2002 ABC World Stunt Awards                                        | angol nyelven                    | USA                         | Tv-special         | American Broadcasting Company                                    |
| 2001 | 2001 MTV Movie Awards - 2001 MTV电影颁奖典礼                       | angol nyelven                    | USA                         | Tv-special         | Music Television (MTV), Tenth Planet Productions                 |
| 2001 | The World Sports Awards                                            | angol nyelven                    | USA                         | Tv-special         | Chrysalis Television                                             |
| 2001 | 2001 Nickelodeon Kids' Choice Awards                               | angol nyelven                    | USA                         | Tv-special         | 20th Century Fox Television                                      |
| 2001 | 2001 ABC World Stunt Awards                                        | angol nyelven                    | USA                         | Tv-special         | American Broadcasting Company (ABC)                              |
| 2000 | 2000 Blockbuster Entertainment Awards - 2000年大热门娱乐奖颁奖典礼 | angol nyelven                    | USA                         | Tv-special         | Ken Ehrlich Productions                                          |
| 2000 | Nickelodeon Kids' Choice Awards 2000                               | angol nyelven                    | USA                         | Tv-special         | Nickelodeon Network                                              |
| 2000 | 2000 International Indian Film Awards                              | angol és hindi nyelven           | Egyesült Királyság és India | Tv-special         |                                                                  |
| 1999 | 1999 MTV Movie Awards - 1999MTV电影颁奖典礼                        | angol nyelven                    | USA                         | Tv-special         | Music Television (MTV)                                           |
| 1999 | MTV Movie Awards 1999 Pre-Show                                     | angol nyelven                    | USA                         |                    | Music Television (MTV)                                           |
| 1998 | 1998 MTV Movie Awards - 1998MTV电影颁奖典礼                        | angol nyelven                    | USA                         | előadó, TV-special | Music Television (MTV)                                           |
| 1997 | 28th NAACP Image Awards                                            | angol nyelven                    | USA                         | Tv-special         | ThunderCloud Productions                                         |
| 1996 | The 68th Annual Academy Awards                                     | angol nyelven                    | USA                         | Tv-special         | Academy of Motion Picture Arts and Sciences                      |
| 1995 | 1995 MTV Movie Awards - 1995MTV电影颁奖典礼                        | angol nyelven                    | USA                         | Tv-special         | Music Television (MTV)                                           |

### Videojátékok
| Év   | Angol cím                         | Szerep                | Nyelv | Megjegyzés       | Produkciós cég |
| ---- | --------------------------------- | --------------------- | ----- | ---------------- | -------------- |
| 2008 | Kung Fu Panda: Legendary Warriors | Majom (szinkronhang)  | angol |                  | Activision     |
| 2001 | Jackie Chan Adventures            | Önmaga (szinkronhang) | angol | PlayStation 2-re | Torus Games    |